# Творкі (станція)
Творкі (пол. Tworki) — зупинний пункт польської залізниці, розташований у місті Прушкув, який обслуговує приміські маршрути WKD.
Станом на 2017 рік зупинка обслуговувала 300–499 пасажирів на добу.
Зупинка розташована біля входу до однієї з найстаріших психіатричних лікарень у Польщі — Творек в історичному кварталі Прушкува.
| Лінія | Маршрут                                                                                                   | Інтервал   |
| ----- | --- | ---------- |
|       | Варшава-Середмістя WKD – Творкі – Прушкув WKD – Подкова-Лесьна Головна – Гродзиськ-Мазовецький Радоньська | 15/60 хв.  |
|       | Варшава-Середмістя WKD – Творкі – Прушкув WKD – Подкова-Лесьна Головна – Мілянувек-Грудув                 | 30/60 min. |

## Напрямки сполучення
- Гродзиськ-Мазовецький Радоньська
  - 31 поїзд у будні дні (крім липня та серпня)
  - 28 поїздів у будні дні липня та серпня
  - 22 поїзди по суботах, неділях та святкових днях
- Коморув
  - 8 поїздів у будні дні (крім липня та серпня)
- Мілянувек-Грудув
  - 16 поїздів у будні дні
  - 15 поїздів по суботах, неділях та святкових днях
- Подкова-Лесьна Головна
  - 7 поїздів у будні дні (крім липня та серпня)
  - 3 поїзди у будні дні липня та серпня
- Варшава-Середмістя WKD
  - 63 поїзди у будні дні (крім липня та серпня)
  - 48 поїздів у будні дні липня та серпня
  - 37 поїздів по суботах, неділях та святкових днях.
- Щоденно обслуговується:
  - 125 поїздів у будні дні (крім липня та серпня)
  - 95 поїздів у будні дні липня та серпня
  - 74 поїзди по суботах, неділях та святкових днях.